# 地底スプーン
『地底スプーン』（ちていスプーン）は、日本の現役女子大学生ユニット「フジコーズ」のメンバー、佐藤佳奈子と上杉真央の2人によるYouTubeチャンネルの名称である。所属事務所は共に株式会社ALWAYS。通称は「ちてすぷ」。

## 概要
2023年4月15日（14日深夜）よりフジテレビ系列で生放送されているバラエティー番組「オールナイトフジコ」発の現役女子大生によるユニット「フジコーズ」の中で公私ともに仲の良い佐藤佳奈子と上杉真央が同年8月20日に開設したYouTubeチャンネルである。
同年8月28日に初投稿動画「地底スプーン、始動する」が公開され本格的に活動を開始。　
また、同年9月24日には同チャンネル発のオフ会イベントである「地底の会」vol.1（2部制）が開催された。

## メンバー
佐藤 佳奈子（さとう かなこ、2000年7月8日 - ）
（23歳）
- 東京都出身・身長161cm
- 青山学院大学5年
- 愛称はさかな
- 子役として活動していた時期がある。
- 趣味は漫才やコントの文字起こし・宝塚観劇・映画鑑賞・ピアノ
- 特技はハイキック板割り・ドラム・100の顔[7]

- お笑い好きでさらば青春の光のファン
- 「オールナイトフジコ」の番組内での企画『フジコカラオケパーティー』で宝塚時代から憧れていた朝夏まなととデュエットした他、『フジコすぎて伝わらないモノマネ選手権』では柴田理恵のモノマネで優勝し、そっくり館キサラで同コーナーの監修したみかんが出演するモノマネショーの前座を務めた。[8][9]

上杉 真央（うえすぎ まお、2004年9月5日 - ）
（19歳）
- 東京都出身・身長164cm
- 明治学院大学1年
- 愛称はすぎ
- アイドル活動をしていた時期がある。
- 趣味は映像制作・カメラ撮影・映画鑑賞[10]

- 特技はギター
- 姉がおり、姉妹仲が良い

- 「オールナイトフジコ」の番組内での企画でMCの森田哲矢（さらば青春の光）がフジコーズの楽屋に突撃して手荷物検査をした際、私物のアイラインと口紅の蓋がないことが発覚するなど、少しズボラな面もある。

- 9年間バイオリンを習っていた。
- 重度のドライアイで日光に弱い。[12]

- 「オールナイトフジコ」の番組内での企画『フジコレクション』にて優勝。副賞として東京ガールズコレクションのランウェイを歩いた。[13]

## 出演

### テレビ
- オールナイトフジコ（2023年4月15日 - 、フジテレビ） - フジコーズとして
- ヒロミ・指原の“恋のお世話始めました”（2023年8月24日、ABEMA、佐藤のみ）[14][15]

### イベント
- 地底の会vol.1（主催イベント、2023年9月24日、東京・五反田）[6][5]
- マイナビTOKYO GIRLS COLLECTION 2023 AUTUMN/WINTER（2023年9月3日、さいたまスーパーアリーナ、上杉のみ）[16]